# ناقل فيروسي

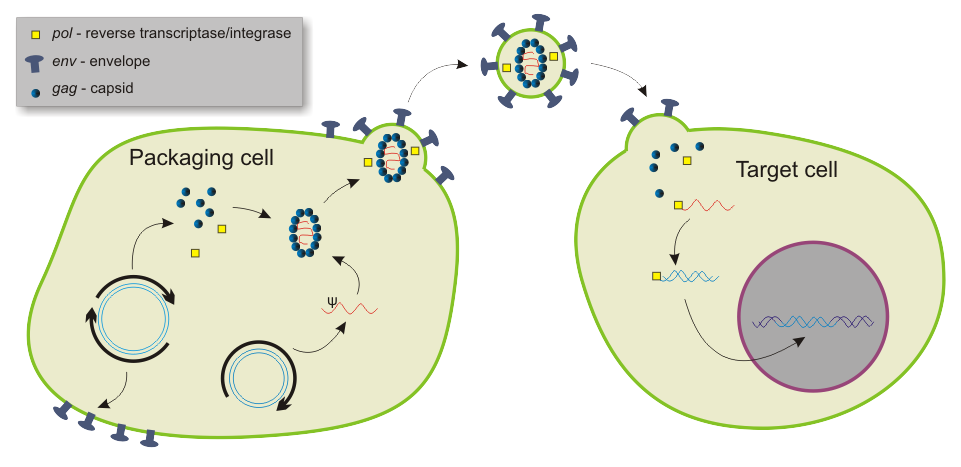

الناقل الفيروسي (بالإنجليزية: Viral vector)‏ هي أدوات تُستخدم بواسطة علماء علم الأحياء الجزيئي لتوصيل مادة جينية إلى الخلايا. يمكن إجراء هذه العملية داخل كائن حي (طبيعيا) أو الخلايا الزراعية (صناعيا). طوّرت الفيروسات آليات جزيئية خاصة لنقل جينومتها بشكل فعال إلى الخلايا التي تصيبها. يسمى توصيل الجينات بواسطة ناقل بالتنبيغ والخلايا التي أصيب بالعدوى بالخلايا المنبغة. استخدمت هذه التقنية لأول مرة في عقد 1970، استخدم بول برغ نسخة معدلة من فيروس SV40 يحتوي دنا من عاثية لمدا لإصابة خلايا كلية قرد موجودة في مزرعة خلايا.
فضلا عن استخدام النواقل الفيروسية في علم الأحياء الجزيئي، فهي تستخدم كذلك في العلاج الجيني وتطوير اللقاحات .

## خواص مفتاحية للناقل الفيروسي
النواقل الفيروسية مصممة بشكل خاص من أجل تطبيقاتها لكن عموما تشترك في بعض الخصائص المفتاحية:
- الأمان: رغم أن النواقل الفيروسية تُصنع في بعض الأحيان من الفيروسات المسببة للأمراض، إلا أنها معدلة لتقليل خطر التعامل بها وذلك بحذف جزء الجينوم الفيروسي المسؤول عن تكاثره. يمكن لهذه الفيروسات إصابة الخلايا بفاعلية لكن -بعد حدوث الإصابة- تحتاج إلى فيروس مساعد ليوفر لها البروتينات الناقصة لإنتاج فيروسات جديدة.
- سمية منخفضة: يجب أن يكون للناقل الفيروسي الحد الأدنى من التأثير الفيسيولوجي على الخلايا التي يصيبها.
- الاستقرار: بعض الفيروسات ليست مستقرة جينيا ويمكنها إعادة ترتيب جينوماتها بسرعة، وهذا ضارٌ لمدى التنبؤ بنتائج العمل وإعادة إنتاجه ويتم تجنبه أثناء مرحلة التخطيط.
- تخصص بنوع معين من الخلايا: معظم النواقل الفيروسية مُهندسة لإصابة أكبر قدر ممكن من الخلايا، لكن في بعض الأحيان يكون العكس هو الأمر المحبذ. يمكن تعديل المستقبِل الفيروسي لتوجيه الفيروس نحو نوع محدد من الخلايا، ويُقال عن الفيروسات المعدلة بهذا الشكل أنها نُمِّطت بشكل زائف.
- تحديد الخلايا: عادة ما تُعطى للنواقل الفيروسية جينات معينة لمساعدتها على تعريف وتحديد الخلايا التي أخذت الجينات الفيروسية، وتسمى هذه الجينات بالواصمات، من الأمثلة الشائعة عن الواصمات: مقاومة المضادات الحيوية لمضادات حيوية محددة. بعدها يمكن عزل الخلايا بسهولة لكون تلك التي لم تأخذ جينات الناقل الفيروسي ليس لها مقاومة للمضادات الحيوية ولا يمكنها النمو في مزرعة تتواجد فيها المضادات الحيوية.